# آبنر (تگزاس)
آبنر (به انگلیسی: Abner) یک منطقهٔ مسکونی در ایالات متحده آمریکا است که در شهرستان کافمن، تگزاس واقع شده‌است. آبنر ۱۶۳٫۰۷ متر بالاتر از سطح دریا واقع شده‌است.